# SA Tennis Open 2009
Il SA Tennis Open 2009 è stato un torneo di tennis giocato sul cemento indoor nella categoria ATP World Tour 250 series nell'ambito dell'ATP World Tour 2009.
È stata la 18ª edizione del SA Tennis Open.Ha avuto luogo a Johannesburg in Sudafrica dal 2 all'8 febbraio 2009.

## Campioni

### Singolare
Jo-Wilfried Tsonga  ha battuto in finale  Jérémy Chardy con il punteggio di 6–4, 7–6(5)

### Doppio
James Cerretani /  Dick Norman hanno battuto in finale
 Rik De Voest /  Ashley Fisher con il punteggio di 6(7)–7, 6–2, 14–12